# سیارک ۹۷۴
سیارک ۹۷۴ (به انگلیسی: 974 Lioba، نامگذاری:1922LS) نهصد و هفتاد و چهارمین سیارک کشف شده‌است که در ۱۸ مارس ۱۹۲۲ و در هایدلبرگ کشف شد.
قدر مطلق سیارک برابر ۱۰٫۳۰ است.